# Мытинцы (Хмельницкая область)
Мытинцы (укр. Митинці) — село в Красиловском районе Хмельницкой области Украины.
Население по переписи 2001 года составляло 620 человек. Занимает площадь 2,132 км².
Почтовый индекс — 31062. Телефонный код — 3855. Код КОАТУУ — 6822787401.

## Местный совет
31062, Хмельницкая обл., Красиловский р-н, с. Мытинцы, ул. Ленина